# Memorial Široký Důl – Flídr cup
Memorial Široký Důl – Flídr cup (do roku 2019 Soutěž o putovní pohár VŘSR - Memoriál V. I. Lenina, v archivu České Televize také jako Flídr Cup) je závod v požárním útoku pořádaný každoročně od roku 1998. V současnosti je někdy považován za neoficiální mistrovství Československa. Závod se do ročníku 2019 nesl v duchu recesní oslavy VŘSR. Jedná se pravděpodobně o nejpopulárnější akci v požárním útoku na světě. Každý rok se soutěže zúčastní kolem 200 družstev, zájem je ale celkově mnohem vyšší.
Držitelem současného rekordu v kategorii mužů je Plumlov s časem 13,23 sekund. V kategorii žen drží rekord družstvo Mamby Plumlov s časem 15,42 sekund.

## Průběh soutěže
Obvykle je soutěž pořádána poslední sobotu před změnou letního času na standardní. Soutěž byla v roce 2010 zrušena, místo toho se ročník 2011 uspořádal na jaře, následující ročník 2012 byl opět v říjnu. Další dva ročníky byly kvůli koronaviru zrušeny v letech 2020 a 2021.
Soutěž se koná v areálu generálního partnera soutěže, firmy FLÍDR s.r.o.. V den konání soutěže se ale symbolicky promění v areál národního podniku Dřevoplech. Úvodní nástup probíhá netradičně formou recesního vystoupení pořadatele, při kterém jsou obvykle ztvárněny osobnosti jako Fidel Castro, Kim Čong-il, na svůj vlastní memoriál dokonce dorazí i sám Vladimir Iljič Lenin. V roce 2017 při příležitosti kremace Fidela Castra "navštívil" soutěž také Donald Trump. Z důvodu ruské invaze na Ukrajinu pořadatelé upustili od recesních oslav VŘSR a totalitních režimů.
Pravidla soutěže vychází z pravidel Extraligy ČR v požárním útoku. Z důvodu urychlení průběhu soutěže jsou připraveny dvě základny, ze kterých se střídavě provádí jednotlivé útoky. Čísla drah jsou losována před začátkem soutěže.
Z prostorových důvodů je vzdálenost startovní čáry od středu základny zmenšena na 7 metrů. Navíc káď pravé dráhy a hadice pro přívod vody zasahuje do prostoru levé dráhy. Pro zajištění stejných podmínek je jako náhrada hadice umístěn do pravé dráhy dřevěný trám a místo kádě je zde rakev s figurínou V. I. Lenina. Podle této rakve získala soutěž později druhou část svého názvu.
Každý závodník smí startovat v daném ročníku pouze za jedno družstvo.

### Startovní listina
Kapacita startovní listiny je cca 200 družstev. Do startovní listiny je automaticky zařazeno nejlepších 10 družstev mužů a 5 družstev žen z předchozího ročníku soutěže. Dalších 20 míst je rezervováno pro zahraniční družstva, 30 míst pro divoké karty pořadatele.
Zbývající místa jsou obsazena na základě telefonické rezervace. Vzhledem k velmi velkému zájmu je během rezervace téměř nemožné se na dané číslo dovolat. Zájem o soutěž je přibližně 3krát vyšší než je možné organizačně zvládnout za jeden den.

### Mistrovství Evropy v nalévačce(v letech 2017 - 2019 pod názvem Memoriál Fidela Castra)
Od roku 2017 se jako přidružená soutěž pořádá, otevřené Mistrovství Evropy v nalévačce, tedy soutěž o nejrychlejší náběr vody do stříkačky. Startovní listina je volná, soutěže se tedy mohou zúčastnit i závodníci, kteří se nedostali do startovní listiny hlavní soutěže.

## Vítězové ročníků
| Ročník | Muži                  | Muži                 | Muži                 | Ženy                  | Ženy                 | Ženy                 | Veteráni                     | Veteráni                     | Veteráni                     |
| Ročník | Vítěz                 | 2. místo             | 3. místo             | Vítěz                 | 2. místo             | 3. místo             | Vítěz                        | 2. místo                     | 3. místo                     |
| ------ | --------------------- | -------------------- | -------------------- | --------------------- | -------------------- | -------------------- | ---------------------------- | ---------------------------- | ---------------------------- |
| 1998   | Hranice               | Široký Důl "B"       | Kundratice "B"       | Kamenec               | Černovír             | Kvasiny              | (kategorie zavedena později) | (kategorie zavedena později) | (kategorie zavedena později) |
| 1999   | Trnov                 | Hranice              | Nové Sady            | Letohrad              | Opočno               | Kamenec              | (kategorie zavedena později) | (kategorie zavedena později) | (kategorie zavedena později) |
| 2000   | Trnov A               | Dětkovice "B"        | Hranice "B"          | Kamenec               | Velké Meziřící       | Dětkovice            | (kategorie zavedena později) | (kategorie zavedena později) | (kategorie zavedena později) |
| 2001   | Trnov                 | Široký Důl "B"       | Horní Poříčí         | Bohuňov               | Letohrad             | Častolovice          | (kategorie zavedena později) | (kategorie zavedena později) | (kategorie zavedena později) |
| 2002   | Petrovice             | Trnov                | Babice               | Kunětice              | Černovír             | Dětkovice            | (kategorie zavedena později) | (kategorie zavedena později) | (kategorie zavedena později) |
| 2003   | Petrovice             | Babice               | Benetice             | Výčapy                | Lhotky "B"           | Radíkov              | (kategorie zavedena později) | (kategorie zavedena později) | (kategorie zavedena později) |
| 2004   | Plumlov               | Petrovice            | Brumov               | Výčapy                | Lhotky               | Bříšťany             | (kategorie zavedena později) | (kategorie zavedena později) | (kategorie zavedena později) |
| 2005   | Nevcehle              | Bašnice              | Sedlatice            | Lhotky "A"            | Běleč-Křeptov        | Výčapy               | (kategorie zavedena později) | (kategorie zavedena později) | (kategorie zavedena později) |
| 2006   | Černovice             | Široký Důl "A"       | Nevcehle             | Kunětice              | Ivanovice na Hané    | Lhotky "A"           | Vitka Brněnec                | Široký Důl                   | Brada-Rybníček               |
| 2007   | Nevcehle              | Radíkov              | Dolní Němčice        | Kunovice              | Sychotín             | Miroslav             | Široký Důl                   | Hartmanice                   | Vitka Brněnec                |
| 2008   | Zbora-Púchov          | Plumlov              | Špičky               | Sychotín              | Výčapy               | Nevcehle             | Široký Důl                   | Starý Lískovec               | Hartmanice                   |
| 2009   | Urbanov               | Vrbice               | Nedašov              | Radíkov               | Sychotín             | Lhotky-Team          | Bartovice                    | Starý Lískovec               | Dolní Přím                   |
| 2010   | (soutěž se nekonala)  | (soutěž se nekonala) | (soutěž se nekonala) | (soutěž se nekonala)  | (soutěž se nekonala) | (soutěž se nekonala) | (soutěž se nekonala)         | (soutěž se nekonala)         | (soutěž se nekonala)         |
| 2011   | Zbora                 | Olešná               | Stará Říše           | Sychotín              | Vitiněves            | Radíkov              | Ostrava-Bartovice            | Spišská Sobota               | Oprechtice                   |
| 2012   | Benetice              | Zbora "A"            | Stará Říše           | Ostrava-Bartovice "A" | Pravčice             | Vitiněves            | Jinolice                     | Stanoviště                   | Benetice                     |
| 2013   | Zbora "A"             | Letohrad Kunčice "B" | Mladcová             | Sychotín              | Pravčice             | Dvorce               | Svinov                       | Babice                       | Líchovy                      |
| 2014   | Lavičky               | Želetava             | Zbora                | Zahnašovice           | Pravčice             | Hostašovice          | Radětice                     | Ostrava-Svinov               | Benetice                     |
| 2015   | Lhotky Sport          | Vrbice "A"           | Revůčka              | Krásná Ves            | Libňatov             | Zahnašovice          | Renmotor Jinolice            | Plumlov                      | Ostrava-Svinov               |
| 2016   | Bezděkov p. Třemšínem | Letohrad Kunčice "C" | Plumlov              | Sychotín "B"          | Krásná Ves           | Chrášťany            | Plumlov                      | Ostrava-Svinov               | Hartmanice                   |
| 2017   | Mladoňovice           | Trnava               | Čikov                | Radíkov               | Nedašova Lhota       | Černovice            | (kategorie zrušena)          | (kategorie zrušena)          | (kategorie zrušena)          |
| 2018   | Mladoňovice           | Lavičky              | Babice               | Explosia Hrobice      | Ihriště              | Chotěmice            | (kategorie zrušena)          | (kategorie zrušena)          | (kategorie zrušena)          |
| 2019   | Pavlice               | Míchov               | Hodějice             | Letohrad-Orlice       | Nedašova Lhota       | Krasice              | (kategorie zrušena)          | (kategorie zrušena)          | (kategorie zrušena)          |
| 2020   | (soutěž se nekonala)  | (soutěž se nekonala) | (soutěž se nekonala) | (soutěž se nekonala)  | (soutěž se nekonala) | (soutěž se nekonala) | (kategorie zrušena)          | (kategorie zrušena)          | (kategorie zrušena)          |
| 2021   | (soutěž se nekonala)  | (soutěž se nekonala) | (soutěž se nekonala) | (soutěž se nekonala)  | (soutěž se nekonala) | (soutěž se nekonala) | (kategorie zrušena)          | (kategorie zrušena)          | (kategorie zrušena)          |
| 2022   | Nevcehle              | Čechtín              | Jaronice             | Haňovice              | Olešná               | Špuntorky Jinolice   | (kategorie zrušena)          | (kategorie zrušena)          | (kategorie zrušena)          |
| 2023   | Plumlov               | Seč                  | Olešnice "X"         | Plumlov               | Bartovice            | Budíkovice           | (kategorie zrušena)          | (kategorie zrušena)          | (kategorie zrušena)          |
| 2024   | Olešnice "X"          | Krotějov Sport       | Letohrad Kunčice "D" | Plumlov               | Chlum                | Olšovec              | (kategorie zrušena)          | (kategorie zrušena)          | (kategorie zrušena)          |

## Nejúspěšnější týmy
V následující tabulce jsou týmy, které dokázaly soutěž vyhrát alespoň dvakrát v celé historii.
| Poř. | Družstvo    | Vítězství |
| ---- | ----------- | --------- |
| 1.   | Trnov       | 3         |
| 1.   | Zbora       | 3         |
| 3.   | Mladoňovice | 2         |
| 3.   | Nevcehle    | 2         |
| 3.   | Petrovice   | 2         |

| Poř. | Družstvo | Vítězství |
| ---- | -------- | --------- |
| 1.   | Sychotín | 4         |
| 2.   | Kamenec  | 2         |
| 2.   | Kunětice | 2         |
| 2.   | Plumlov  | 2         |
| 2.   | Radíkov  | 2         |
| 2.   | Výčapy   | 2         |

## Statistiky ročníků
| Ročník | Počet družstev       | Počet družstev       | Počet družstev       | Počet družstev       | Vítězné časy         | Vítězné časy         | Vítězné časy         |
| Ročník | Celkem               | Muži                 | Ženy                 | Veteráni             | Muži                 | Ženy                 | Veteráni             |
| ------ | -------------------- | -------------------- | -------------------- | -------------------- | -------------------- | -------------------- | -------------------- |
| 1998   | 28                   | 24                   | 4                    | -                    | 16,68                | 19,97                | -                    |
| 1999   | 56                   | 44                   | 12                   | -                    | 16,22                | 21,39                | -                    |
| 2000   | 63                   | 44                   | 19                   | -                    | 15,70                | 20,19                | -                    |
| 2001   | 65                   | 51                   | 14                   | -                    | 15,91                | 20,21                | -                    |
| 2002   | 86                   | 62                   | 24                   | -                    | 14,64                | 20,91                | -                    |
| 2003   | 108                  | 77                   | 31                   | -                    | 14,33                | 17,17                | -                    |
| 2004   | 118                  | 87                   | 31                   | -                    | 14,45                | 17,75                | -                    |
| 2005   | 122                  | 93                   | 29                   | -                    | 14,78                | 18,17                | -                    |
| 2006   | 152                  | 111                  | 37                   | 4                    | 14,50                | 17,34                | 18,28                |
| 2007   | 151                  | 114                  | 26                   | 11                   | 14,15                | 17,32                | 15,80                |
| 2008   | 173                  | 125                  | 39                   | 9                    | 13,57                | 17,30                | 15,77                |
| 2009   | 193                  | 134                  | 50                   | 9                    | 13,81                | 17,13                | 14,92                |
| 2010   | (soutěž se nekonala) | (soutěž se nekonala) | (soutěž se nekonala) | (soutěž se nekonala) | (soutěž se nekonala) | (soutěž se nekonala) | (soutěž se nekonala) |
| 2011   | 152                  | 111                  | 37                   | 4                    | 14,38                | 17,06                | 15,52                |
| 2012   | 197                  | 134                  | 52                   | 11                   | 14,68                | 16,85                | 14,83                |
| 2013   | 194                  | 144                  | 37                   | 13                   | 14,40                | 18,00                | 15,57                |
| 2014   | 208                  | 147                  | 49                   | 12                   | 14,15                | 17,41                | 15,43                |
| 2015   | 204                  | 146                  | 45                   | 13                   | 14,13                | 17,42                | 14,91                |
| 2016   | 201                  | 141                  | 49                   | 11                   | 13,71                | 17,10                | 14,29                |
| 2017   | 201                  | 153                  | 48                   | -                    | 13,91                | 16,60                | -                    |
| 2018   | 201                  | 145                  | 56                   | -                    | 14,00                | 16,04                | -                    |
| 2019   | 202                  | 151                  | 51                   | -                    | 13,85                | 16,76                | -                    |
| 2020   | (soutěž se nekonala) | (soutěž se nekonala) | (soutěž se nekonala) | (soutěž se nekonala) | (soutěž se nekonala) | (soutěž se nekonala) | (soutěž se nekonala) |
| 2021   | (soutěž se nekonala) | (soutěž se nekonala) | (soutěž se nekonala) | (soutěž se nekonala) | (soutěž se nekonala) | (soutěž se nekonala) | (soutěž se nekonala) |
| 2022   | 202                  | 150                  | 52                   | -                    | 13,52                | 17,05                | -                    |
| 2023   | 206                  | 147                  | 59                   | -                    | 13,23                | 15,82                | -                    |
| 2024   | 202                  | 148                  | 54                   | -                    | 13,35                | 15,42                | -                    |

Pozn.: Časy zvýrazněné tučně jsou překonáním traťového rekordu.